# Loganberry

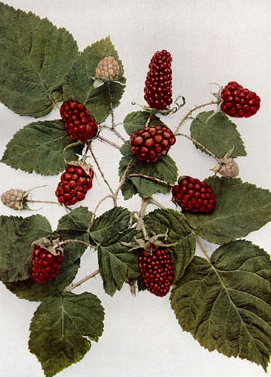
Loganberry

Loganberry neboli ostružinomalina je drobné ovoce, souplodí keře Rubus × loganobaccus, který je hexaploidním křížencem divoké kalifornské ostružiny Rubus ursinus a evropského ostružiníku maliníku odrůdy Red Antwerp. Jmenuje se podle soudce Jamese Harveyho Logana, který ho vyšlechtil roku 1881 na své farmě nedaleko Santa Cruz (Kalifornie). Keř dosahuje výšky až dva metry, prýt je bez trnů. Loganberry vykazuje vyšší odolnost vůči mrazům i houbovým chorobám než mateřské rostliny, vyžaduje slunečné stanoviště. Plody se sklízejí od července do září, jsou větší než maliny (okolo 3 cm) a tmavě rudě až fialově zbarvené, mají vysoký obsah vitamínu C a výraznou kyselou chuť. Loganberry se pěstuje v USA, Austrálii a na britských ostrovech, hodí se k přímé konzumaci i ke zpracování na marmelády, sirupy nebo ovocné víno, prodává se také v obchodech jako konzervované.